# Operacja Wellhit
Operacja Wellhit (znana też jako druga bitwa o Boulogne) – operacja przeprowadzona podczas II wojny światowej w dniach 17–22 września 1944 r. przez kanadyjską 3 Dywizję Piechoty z 1 Armii Kanadyjskiej, której celem było zajęcie ufortyfikowanego portu Boulogne w północnej Francji. Początkowo kanadyjska 9 Brygada Piechoty liczyła na to, że weźmie miasto z marszu w ramach swojego natarcia wzdłuż wybrzeża kanału La Manche. Niemiecka obrona zatrzymała ich jednak 8 km od Boulogne.
Chociaż garnizon miasta był niepełny, oddziały, które pozostały na miejscu, okazały się wystarczająco silne, aby wytrzymać zmasowany ostrzał artyleryjski bombardowania z powietrza przed oraz podczas nieprzyjacielskiego ataku, a także użycie w dużej ilości pojazdów pancernych 79 Dywizji Pancernej przez kilka dni walki. Pomimo niższego niż oczekiwano poziomu szkód w niemieckich umocnieniach spowodowanych bombardowaniami, wysoki stopień koordynacji działań artylerii, sił powietrznych, pancernych i piechoty walnie przyczynił się do sukcesu operacji.

## Twierdza Boulogne
Boulogne było jednym z kilku portów przy kanale La Manche, które Adolf Hitler nazwał fortecą (niem. Festung). Pomysł polegał na tym, żeby silnie ufortyfikować miasta portowe, obsadzone przez wojska, którym nakazano walkę do końca, w ten sposób uniemożliwiając aliantom korzystanie z obiektów portowych, a jednocześnie wiążąc wojska nieprzyjaciela walką, przynajmniej w celu izolowania tych miast. W praktyce obrona lądowa Boulogne była zdekompletowana, wielu żołnierzy garnizonowych było starszych wiekiem i schorowanych, przedstawiając sobą niską wartość bojową, w dodatku zdemoralizowanych przez ich odcięcie od świata i oczywistą niezdolność Wehrmachtu do ich uratowania lub udzielenia wsparcia. Żadna z nadmorskich fortec nie walczyła do końca (z wyjątkiem Dunkierki, z której zdobycia alianci zrezygnowali i oblegali ją do końca wojny), woląc się poddać, gdy stanęły w obliczu potężnych sił wroga. Dowódca garnizonu Boulogne, Ferdynand Heim miał realistyczną ocenę sytuacji.
Miasto i port w Boulogne znajdują się u ujścia rzeki Liane, która płynie z północnego zachodu na północ, w stronę morza, które znajduje się na północny zachód od centrum miasta. Liane dzieli obszar miejski, z zachodnią stroną tworzącą wysoko położony (76 m n.p.m.) półwysep pomiędzy rzeką a wybrzeżem. Miasto otaczają liczne wzgórza, które zostały ufortyfikowane na przestrzeni wieków. Najistotniejsze fortyfikacje i baterie artyleryjskie znajdowały się w La Tresorerie (w głębi lądu od Wimereux i 4,8 km na północ od centrum), w Mont Lambert (3,2 km na wschód od centrum miasta), Herquelingue (4 km na południowy wschód od miasta); różne fortyfikacje występowały także na południe od Outreau, na półwyspie.

Heim został mianowany dowódcą zaledwie kilka tygodni przed tym, jak Boulogne zostało odizolowane przez aliantów od reszty sił niemieckich w północnej Francji. Fortyfikacje miejskie były silne, ale niewiele zrobiono dla ich rozbudowy od strony lądu, z wyjątkiem pośpiesznie zbudowanych umocnień polowych. Heimowi rozkazano stworzyć rozległy perymetr obronny, ale nie miał on ani inżynierów, ani potrzebnych zasobów, aby to zrobić; opisując sytuację jego własnymi słowami: 

Położyłem tylko duże czerwone kółko na mojej mapie, aby pokazać, że rozbudowa umocnień została teoretycznie przeprowadzona

## Przygotowania
Postęp alianckiej ofensywy w kierunku Niemiec zależał od dostaw zaopatrzenia na front, co było poważnie ograniczone przez brak odpowiednich portów morskich. Boulogne nie mogło zostać oddane wrogowi; port był zbyt ważny jako miejsce odbioru zaopatrzenia. Słabość obrony Boulogne nie zostało zauważona przez dowódcę sił kanadyjskich, gen. Harry' ego Crerara, który uznał, że konieczny będzie pełny szturm, wspierany ciężkim ostrzałem z lądu, powietrza i morza oraz zaangażowaniem wyspecjalizowanych pojazdów pancernych. Chciał także mieć pewność sukcesu, utrzymać tempo natarcia po upadku Hawru oraz wywierać presję psychiczną na pozostałe niemieckie fortece portowe w Calais i Dunkierce.
Przygotowania do operacji Wellhit były ograniczone trudnościami w przenoszeniu amunicji artyleryjskiej z Normandii i portu w Dieppe oraz koniecznością ukończenia operacji Astonia, oblężenia Hawru, zanim broń pancerna i artyleria stały się dostępne. Kanadyjczycy uzyskali użyteczne informacje wywiadowcze na temat niemieckiej obrony dzięki informacjom od ewakuowanych cywilów (8 tys. mieszkańców Boulogne zostało wyrzuconych z miasta przez okupantów) i przy pomocy lokalnych struktur francuskiego ruchu oporu.
W dniach poprzedzających atak podejmowano próby osłabienia obrony niemieckiej za pomocą ostrzału artyleryjskiego. W ciągu ostatnich dziewięćdziesięciu minut doszło również do dużego bombardowania, w które zatrudniono kilkaset ciężkich i średnich bombowców oraz kontynuowano ostrzał nękający. Ta próba zniszczenia niemieckiej obrony była zaskakująco nieskuteczna; Heim powiedział: „wśród personelu ofiary były znikome”, zaś stałe instalacje obronne doznały tylko niewielkich szkód. Za to kratery bombowe okazały się wielką przeszkodą dla pojazdów pancernych wspierających ataki piechoty. Jednak kanadyjskie raporty zauważyły, że w obszarze bombardowania postęp natarcia był znacznie szybszy niż w miejscach, w których nie zrzucano bomb, ze względu na wpływ psychologiczny na obrońców.

## Atak
W ogólnym zarysie atak polegał na tym, że północna i południowa obrona zostanie związana walką, podczas gdy główny atak na Boulogne wyjdzie od wschodu. Ponieważ niemiecka artyleria w La Tresorerie stanowiła zagrożenie dla głównych sił atakujących, natarcie Pułku North Shore 8 Brygady miało się rozpocząć wcześniej niż atak główny. W natarciu od wschodu dwie brygady piechoty miały posuwać się równolegle do głównej drogi z La Chapelle na wschód; kanadyjska 8 Brygada Piechoty (składająca się z Pułku de la Chaudière oraz Pułku Queen's Own Rifles of Canada) będzie na północ od drogi, podczas gdy kanadyjska 9 Brygada Piechoty (Pułku Stormont, Dundas and Glengarry Highlanders oraz Pułk North Nova Scotia Highlanders) będzie maszerował na południe od niej. Po zdobyciu głównego obszaru miejskiego 8 Brygada oczyści obszar wokół Wimille, Wimereux i Fort de la Crèche, a 9 Brygada oczyści półwysep Outreau.

### Walki 17 września
Główne ataki zostały przeprowadzone bezproblemowo. W obu atakach piechotę przetransportowano w transporterach opancerzonych Kangaroo. 8 Brygada zdobyła Rupembert i jego instalację radarową w stanie nienaruszonym, po czym skonsolidowała się w Marlborough (1,6 km na północny zachód od centrum Boulogne).
Mont Lambert zostało zauważone przez obie strony jako klucz do zdobycia Boulogne. Wczesny atak 9 Brygady był szybki, ale kiedy niemieccy obrońcy wyszli ze schronów, skutecznie bronili się przy użyciu własnej artylerii oraz karabinów maszynowych. Jednak po wybiciu ścieżek przez pola minowe dostępne było pojazdów pancernych, czołgów Churchill Crocodile wyposażonych w miotacze płomieni z 79 Dywizji Pancernej oraz czołgów pułku Fort Garry Horse. Nocą większość obszaru Mont Lambert znalazła się pod kontrolą Kanadyjczyków.
Zdobycie La Tresorerie okazało się trudniejsze niż się spodziewano – atak został spowolniony na polu minowym – jednak okazało się, że stacjonująca tam artyleria nie przeszkadzała głównemu natarciu.

### Walki 18 września

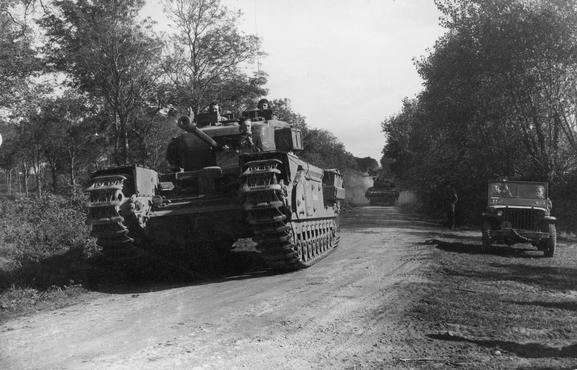
Czołg Mk IV Churchill prowadzi oddział piechoty oraz czołgów M4 Sherman z trałami przeciwminowymi brytyjskiej 79. Dywizji Pancernej podczas ataku na Boulogne, wrzesień 1944

Artyleria w La Tresorerie została przechwycona przez Pułk North Shore, kiedy pozostałe dwa pułki 8 Brygady poczyniły postępy na przedmieściach Boulogne i na wzgórzach na północ od miasta.
Pułkowi North Shore 9 Brygady ostatecznie udało się stłumić opór w Mont Lambert do godz. 11:00. Utrata tej pozycji, zdaniem gen. Heima, „uniemożliwiała dalszą obronę portu”. Glengarries, wspierani przez pojazdy pancerne, wypchnęli wroga z Saint-Martin do górnej części Boulogne i cytadeli. Obszar ten zajmuje dominującą pozycję nad portem i jest całkowicie otoczony grubymi średniowiecznymi murami obronnymi z wyschniętą fosą. Gdy Kanadyjczycy przygotowywali się do ataku frontalnego na twierdzę, francuski cywil ujawnił tajne podziemne przejście, którym pluton piechoty zdołał przedostać się pod murami o środka fortecy. Niespodziewana walka z wrogiem na tyłach i jednoczesny ostrzał ze strony czołgów oraz zniszczenie bram skłoniły niemieckich obrońców do poddania się.
Kompania A z Pułku Nova Scotia, wsparta przez pojazdy pancerne, przedarła się do rzeki Liane w centrum miasta, a później dołączył do nich batalion rezerwowy kanadyjskiej Lekkiej Piechoty Górskiej. Mosty zostały częściowo zniszczone, co uniemożliwiło natychmiastowe przejście na stronę zachodnią. Improwizowane naprawy wykonano na jednym z mostów pod osłoną nocy, a następnego dnia piechota i lekkie pojazdy przeszły na drugi brzeg.

### Walki 19 września
Po przejściu przez Liane 9 Brygada ruszyła na południe wzdłuż zachodniego brzegu rzeki, a Glengarries zajęli przedmieście Outreau. 9 Brygada znajdowała się nieustannie pod ciężkim ostrzałem z umocnionego stanowiska (o nazwie kodowej Buttercup) w najwyższym miejscu na półwyspie, pomiędzy rzeką a morzem. Ścisła koordynacja natarcia piechoty i nękającego ostrzału artylerii umożliwiły zdobycie punktu umocnionego.
Rezerwy dywizjonów, górale Pułku Cameron of Ottawa, z powodzeniem zakończyły atak na wysokości Herquelingue, na południowy wschód od miasta, po wschodniej stronie od rzeki, w nocy z 18 na 19 września. Jednak alianci nie widzieli o tym, że duża ilość niemieckiej piechoty pozostała w tunelach pod fortyfikacjami i wyszła na powierzchnię 20 września, po tym, jak niemieccy żołnierze nie byli już w stanie wytrzymać swojej wzajemnej obecności (Kanadyjczycy nazwali to zdarzenie incydentem w podziemiach (ang. basement incident).
W północnym obszarze bitwy Pułk North Shore 8 Brygady ruszył na Wimille i osadę przybrzeżną Wimereux. Zdobycie twierdzy Fort de la Crèche było zadanie Pułków Queen's Own Rifles oraz Chaudière. Fort de la Crèche był silnie broniony i obsadzony przez jeden z najlepszych oddziałów dostępnych dla gen. Heina. Aby chronić przed nim wojska kanadyjskie w innych miejscach, otoczono go zasłoną dymną.

### Walki 20 września
Pułk Nova Scotia kontynuował swoje natarcie wzdłuż zachodniego brzegu rzeki, aby zdobyć Saint-Etienne, naprzeciwko Herquelingue. Następnie przekroczyli półwysep i ruszyli na północ, aby oczyścić bronione obszary przybrzeżne w rejonie miejscowości: Nocquet, Ningles i Le Portel, podczas gdy Pułk Cameron of Ottawa przekroczył Liane i zajął się południową flanką. Na północy Wimille zostało zaatakowane przez 8 Brygadę i zdobyte następnego dnia rano, pomimo twardego oporu wroga.

### Walki 21 września
Pułk North Shore kontynuował działania na północ od Boulogne, atakując nadmorskie miasteczko Wimereux, 4,8 km od miasta, ograniczając użycie artylerii w celu zminimalizowania ofiar wśród ludności cywilnej. Rozpoczęły się akcje przeciwko Fort de la Crèche przy użyciu patroli rozpoznawczych prowadzonych przez Pułki Queen's Own Rifles oraz Chaudière. Spotkały się one z silnym oporem, ale atak bombowców z 2 Grupy Bombowej RAF przycisnął obrońców i zredukował ich wolę walki.

### Walki 22 września
Bitwa o Wimereux została zakończona, ku radości jego mieszkańców. Rozczarowany garnizon z Fort de la Crèche poddał się Pułkowi Queen's Own Rifles po krótkiej walce i bombardowaniu przed godz. 8:00 rano. Północne obszary Boulogne były teraz pod kontrolą Kanadyjczyków. Ostatni duży punkt oporu trzymał się w dwóch fortecach w Le Portel na półwyspie Outreau. Ultimatum obrońców wzywające do poddania się zostało przeczytane przez głośniki, a garnizon północnego fortu wyruszył, by poddać się Kanadyjczykom na krótko przed upływem terminu ultimatum. To pozostawiło w osamotnieniu fort południowy, w którym kwaterował gen. Heim i który nieustannie kontynuował ostrzał. Cała broń pancerna, w tym miotacze ognia, została wysłana naprzód na ostatecznego natarcia, tymczasem niemiecki garnizon zniszczył własną broń, by nie wpadła w ręce wroga; zawieszenie broni weszło w życie o godz. 16:17. O 16:30 Heim został pojmany i przetransportowany do kwatery głównej brygady. Samotny bunkier na falochronie portowym nadal kontynuowała ostrzał, dopóki Heim nie nakazał załodze zakończyć walkę.

## Następstwa
Po zakończeniu działań bojowych francuscy cywile wrócili do swoich domów, a miasto szybko ożyło. Kanadyjska organizacja rządowa niosąca pomoc ludności cywilnej w strefie walk, Canadian Civil Aid zapewniała cywilom dostęp do kuchni polowych, zupę, wodę i pomoc medyczną. Bezpośrednio po zakończeniu bitwy o Boulogne kanadyjska 8 i 9 Brygada zostały przeniesione do Calais, aby zdobyć jej port oraz unieszkodliwić niemieckie baterie artylerii nadbrzeżnej na przylądku Cap Gris Nez. Tymczasem port w Boulogne musiał zostać oczyszczony z wraków zatopionych statków i min, zanim przywrócono go do użytku. Do prac w porcie zaangażowano Wojskową Armatorską Grupę Remontowo-Budowlaną (ang. Port Repair and Construction Group). 10 października w ramach cywilno-wojskowej operacji Pluton uruchomiono ropociąg z wyspy Dungeness w Anglii, ale port został otwarty do odbioru zaopatrzenia dopiero 14 października, kiedy to można już było korzystać z o wiele większego i wydajniejszego portu w Antwerpii.

## Biblioteka
- Christopher Chant: The Encyclopedia of Code Names of World War II. London: Routledge and Kegan Paul, 1986. (ang.).
- Terry Copp: Cinderella Army: The Canadians in Northwest Europe, 1944–1945. Toronto: University of Toronto Press, 2006. (ang.).
- J. W. Monahan. The Containing of Dunkirk. Canadian Participation in the Operations in North-west Europe 1944. „Historical Section, Canadian Military Headquarters”. Part V: Clearing the Channel Ports, 3 Sep 44 – 6 Feb 45, 1947. (ang.).
- Milton Shulman: Defeat in the West. Chailey: Masquerade, 1995. (ang.).
- Charles Perry Stacey: Official History of the Canadian Army in the Second World War. T. III: The Victory Campaign: The operations in North-West Europe 1944–1945. Ottawa: The Queen's Printer and Controller of Stationery Ottawa, 1960. (ang.).
- Chester Wilmot: The Struggle for Europe. Ware: Wordsworth Editions, 1997. (ang.).